# کالوین فیلیپس
کالوین مارک فیلیپس( انگلیسی: Kalvin Mark Phillips؛ زادهٔ ۲ دسامبر ۱۹۹۵) بازیکن فوتبال اهل انگلستان است که در پست هافبک به صورت قرضی از باشگاه منچستر سیتی برای باشگاه وستهم یونایتد و تیم ملی انگلستان بازی می‌کند. او در آکادمی فوتبال لیدز یونایتد پرورش یافته‌است. فیلیپس نخستین بازی‌اش برای تیم بزرگسالان لیدز را در سال ۲۰۱۵ انجام داد. در فصل ۲۰– ۲۰۱۹، فیلیپس عضوی از تیم لیدز به هدایت مارچلو بیلسا بود که موفق شد عنوان قهرمانی چمپیونشیپ را کسب کند. در پی این فصل، فیلیپس نخستین بازی خود برای تیم ملی فوتبال انگلستان را انجام داد. او هم‌چنین عضوی از تیم ملی فوتبال انگلستان در یورو ۲۰۲۰ بود که موفق شد عنوان نایب‌قهرمانی این رقابت‌ها را کسب کند.

## افتخارات
لیدز یونایتد
- چمپیونشیپ (۱): ۲۰-۲۰۱۹

انگلستان
- نایب قهرمانی جام ملت‌های اروپا (۱): ۲۰۲۰

منچستر سیتی
- لیگ قهرمانان اروپا (۱): ۲۳-۲۰۲۲
- لیگ برتر انگلیس (۱): ۲۳-۲۰۲۲
- جام حذفی انگلیس (۱): ۲۳-۲۰۲۲

فردی
- بازیکن جوان ماه چمپیونشیپ: اکتبر ۲۰۱۶
- تیم سال چمپیونشیپ: ۱۹–۲۰۱۸[۳]
- تیم سال پی‌اف‌ای: ۲۰–۲۰۱۹[۴]
- برترین بازیکن سال فوتبال ملی انگلستان: ۲۱–۲۰۲۰[۵]